# Osmia ocularis
Osmia ocularis är en biart som beskrevs av Warncke 1988. Osmia ocularis ingår i släktet murarbin, och familjen buksamlarbin. Inga underarter finns listade i Catalogue of Life.